# Hendrik Doeff

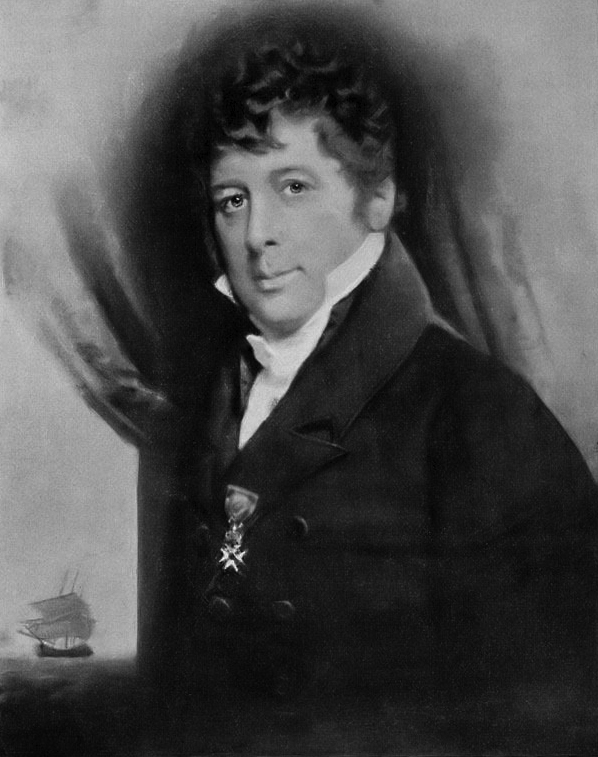
Hendrik Doeff. (schilderij van Charles Howard Hodges)

Hendrik Doeff (Amsterdam, 2 december 1777 – Amsterdam, 19 oktober 1835) werd in 1803 opperhoofd van de Nederlandse handelspost Dejima in Japan toen in Europa de napoleontische oorlogen woedden.
Doeff schreef over zijn lotgevallen gedurende zijn verblijf op Dejima van 1799 tot 1817. In sommige jaren liep er geen enkel schip binnen om de bemanning af te lossen. Tijdens die periode probeerden de Engelsen driemaal de handelspost, gelegen op een piepkleine eilandje in de haven van Nagasaki (15.395 m²) over te nemen, maar Doeff, die door de Japanners werd geruggensteund, wist dat te voorkomen.
Doeff stelde tijdens zijn verblijf een Nederlands-Japans woordenboek samen, maar door schipbreuk op de thuisreis ging zijn (gesmokkelde) kopie verloren. Gelukkig was er een origineel in Japan achtergebleven. Doeff is bekend als de eerste westerling die haiku’s heeft geschreven. Er zijn twee haiku's van hem teruggevonden in Japanse publicaties uit de tijd dat hij in Dejima verbleef.
In 1824 was hij betrokken bij de oprichting van de Nederlandsche Handelmaatschappij. Doeff publiceerde in 1833 zijn Herinneringen uit Japan, waarin hij een beschrijving gaf van het bestuur van Japan, de hofreis, de zeden, godsdienst, geschiedenis en de vervolging van de rooms-katholieken.

## Vertrek naar Indië
Hendrik Doeff vertrok in 1798 uit Nederland, toen de Bataafse Republiek, naar Oost-Indië en werd door de Hoge Regering in Batavia als scriba op Dejima aangesteld. Doeff arriveerde in 1799 en trof het eiland in een desolate toestand. Het opperhoofd Gijsbert Hemmy was in 1798 op de hofreis overleden en een brand had vrijwel alle gebouwen op Dejima verwoest. De bezetting bestond op dat moment uit een onderkoopman, twee assistenten, een arts en twee matrozen. Doeff keerde met hetzelfde schip terug naar Batavia om het bestuur in te lichten over de situatie. Willem Wardenaar werd door de Raad van Indië als opperhoofd van Dejima benoemd en hij vertrok met Doeff en drie assistenten naar Japan. Dejima was bij aankomst van Wardenaar in 1800 nog in dezelfde ontredderde toestand, die echter door Wardenaar spoedig op orde gemaakt werd.
In 1801 klom Hendrik Doeff een stap in de hiërarchie; hij werd aangesteld als pakhuismeester. In 1803 kwamen kort achter elkaar een Engels en een Amerikaans schip aan, die beide verzochten te mogen handelen op Japan. De schepen werden door de Japanners onverrichter zake weggestuurd. Japan voerde al eeuwen een afsluitingspolitiek (sakoku), maar voor de Nederlanders werd rond 1640 een uitzondering gemaakt.

## Opperhoofd
Op 22 augustus 1803 werd Hendrik Doeff aangesteld als opperhoofd op Dejima. In 1804 hoorde hij van Nederlandse schepen hoe de oorlog Europa in zijn greep had. In hetzelfde jaar arriveerde een Russisch schip met het verzoek om handel te mogen drijven met Japan. Ook dit verzoek werd door de shogun afgewezen.
In 1806 maakte Hendrik Doeff als opperhoofd van Dejima zijn eerste hofreis naar de shogun in Edo. In de hoofdstad woedde tijdens zijn bezoek een grote brand die 1200 mensen het leven kostte en naast vele woningen ook 57 paleizen in de as legde.
In 1807 kreeg Hendrik Doeff van het retourschip van Batavia het bericht dat Lodewijk Napoleon de nieuwe koning van Nederland was geworden.

## Het Phaëton-incident

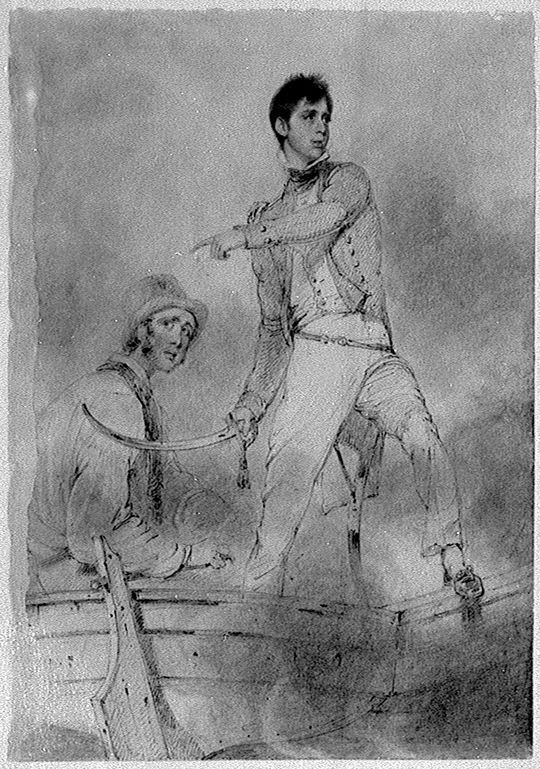
Kapitein Fleetwood Pellew van de Phaëton.

Door het in 1808 wegblijven van een schip uit Batavia kon er niet gehandeld worden en konden dus ook de jaarlijkse geschenken niet aan het hof in Edo worden aangeboden. In oktober 1808 naderde er toch een Europees schip, de Phaëton. Het voer onder Hollandse vlag, hoewel het te laat was voor het retourschip uit Batavia. Toen een sloep van het schip de afgevaardigden van Dejima naderde, overmeesterden de vreemdelingen, tot verbazing van iedereen, hen met geweld. Twee medewerkers van Doeff werden in gijzeling genomen. De verdediging van de haven werd door de Japanners in paraatheid gebracht, maar de gouverneur van Nagasaki vernam tot zijn afgrijzen dat de keizerswachten niet present waren. Van de 1000 man die er hoorden te zijn, waren er maar enkele tientallen aanwezig. Er werd vanaf het schip een brief bezorgd, waarin men zich bekendmaakte als Engelsen uit Bengalen onder kapitein Fleetwood Pellew; men verlangde water en proviand. De gouverneur was van plan met geweld de twee gegijzelde Hollanders terug te halen, maar Hendrik Doeff was het er niet mee eens, omdat de twee Hollanders volgens hem waarschijnlijk bij die actie het leven zouden laten. Het plan was nu om het schip zo lang mogelijk op te houden, zodat de schepen van naburige steden de tijd zouden hebben het schip te omsingelen. Een van de gegijzelden werd vrijgelaten met de boodschap dat het schip voor de avond water en proviand verlangde en dat anders de Japanse en Chinese vaartuigen in de baai in brand gestoken zouden worden. Het bleek dat de gijzelaars ondervraagd waren waar de Hollandse koopvaardijschepen waren. De gouverneur van Nagasaki besloot een kleine hoeveelheid water te leveren en vroeg Hendrik Doeff om raad. Omdat de Japanners niet sterk genoeg waren om een goed uitgerust fregat aan te vallen, stelde Doeff voor om met stenen de smalle doorgang naar open zee zo ver te dempen dat het schip er niet door kon. Bij het krieken van de morgen verscheen de vorst van het naburige Ōmura met versterking en stelde voor om met driehonderd kleine, met stro beladen bootjes het schip in brand te steken. Maar terwijl men nog in overleg was, hees het Engelse schip de zeilen en verliet de haven. De plannen om het schip aan te vallen waren verijdeld en de Hollanders keerden naar Dejima terug. De gouverneur van Nagasaki had echter zijn plicht verzaakt. Het was zijn verantwoordelijkheid om ieder schip, dat zich met geweld toegang tot de haven verschafte, aan te houden. Bovendien waren de keizerswachten niet paraat geweest. Een half uur nadat Doeff naar Dejima terugkeerde, maakte de gouverneur met seppuku een eind aan zijn leven. Ook de bevelhebbers van de keizerswachten sloegen de hand aan zichzelf.

## De verbinding Batavia-Dejima hapert

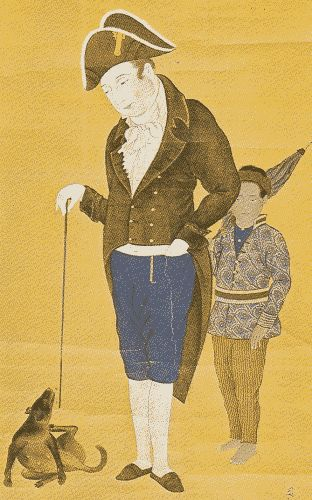
Hendrik Doeff en Balinese dienstknecht in Dejima; Japans schilderij.

In 1809 verscheen het schip de Goede Trouw van Batavia met aan boord de nieuwe pakhuismeester Jan Cock Blomhoff. Het schip Rebecca met het nieuwe opperhoofd, Hendrik Tielenius Kruithoff, was eerder dan de Goede Trouw uit Batavia vertrokken, maar niet op Dejima aangekomen. Hendrik Doeff kon dus niet afgelost worden. De handelswaar die de Goede Trouw meebracht was niet voldoende om de schulden die de factorij had gemaakt, af te lossen.
In 1810 maakte Hendrik Doeff zijn tweede hofreis, maar het jaar ging verder voorbij zonder dat er schepen van Batavia kwamen. Ook in 1811 verschenen er geen schepen, en hoewel de Japanners ervoor zorgden dat het de Hollanders op Dejima aan niets ontbrak, zakte de stemming op het eiland. De mannen waren verstoken van alle nieuws uit Oost-Indië en Europa en waren niet op de hoogte dat in 1810 Nederland bij Frankrijk was ingelijfd. In 1812 kwamen er opnieuw geen schepen aan. De Japanners deden moeite om het de Hollanders naar de zin te maken. Een van de dwarskijkers probeerde jenever en rode wijn voor hen te maken. Hendrik Doeff trachtte bier te brouwen. De boter was op, maar het grootste gebrek was aan schoenen en winterkleding. De enige opwinding in 1812 werd veroorzaakt door een felle brand in Nagasaki. Omdat de weg van het eiland naar het vasteland door de brand werd geblokkeerd, werden goederen, bedienden, vrouwen en kinderen via het water in veiligheid gebracht. Op de tweede dag van de brand begon het te regenen en kon, op een loods met sappanhout na, de brand geblust worden. Zeventien straten van Nagasaki waren door de brand in de as gelegd, en de zogenaamd brandwerende opslagloodsen, die de Japanners hadden geconstrueerd, bleken niet voldoende brandveilig te zijn.

## Batavia onder Engels bestuur
Ook in 1813 werd reikhalzend uitgezien naar schepen van Batavia, en in juli kwam het bericht dat er twee schepen werden gesignaleerd. Ze voerden de Hollandse vlag en op een van de schepen bevond zich Willem Wardenaar, die Doeff kende omdat hij in 1800 al opperhoofd van Dejima was geweest. Uit deze ontmoeting bleek nu dat de Engelsen de macht op Java hadden overgenomen, terwijl Nederland een deel van Frankrijk was geworden. Hendrik Doeff weigerde Dejima af te staan aan het nieuw te benoemen opperhoofd Anthony Abraham Cassa, enerzijds omdat hij de Engelsen nog steeds als Hollands vijand beschouwde en anderzijds omdat Japan uitsluitend met Holland handel wilde drijven. Bovendien maakte hij Wardenaar duidelijk in welk gevaar hij zich bevond. Hij deed het relaas van 1808 toen het als Hollander vermomde Engelse schip Phaëton van kapitein Fleetwood Pellew het leven van de gouverneur van Nagasaki had gekost. Wardenaar was eveneens onder bedrieglijke vlag de baai van Nagasaki ingezeild, en stelde daarmee het leven van de gehele vloot in de waagschaal. De goederen op het schip werden daarom zoals vanouds verhandeld alsof het Hollandse waar betrof, terwijl de Engelse bemanning zich voordeed in Hollandse dienst te varen. Toen de schepen klaar waren voor de retourreis zond Doeff Jan Cock Blomhoff met Wardenaar mee om met gouverneur-generaal Thomas Stamford Raffles in Batavia een regeling te treffen, over hoe de handel met Japan kon worden voortgezet.

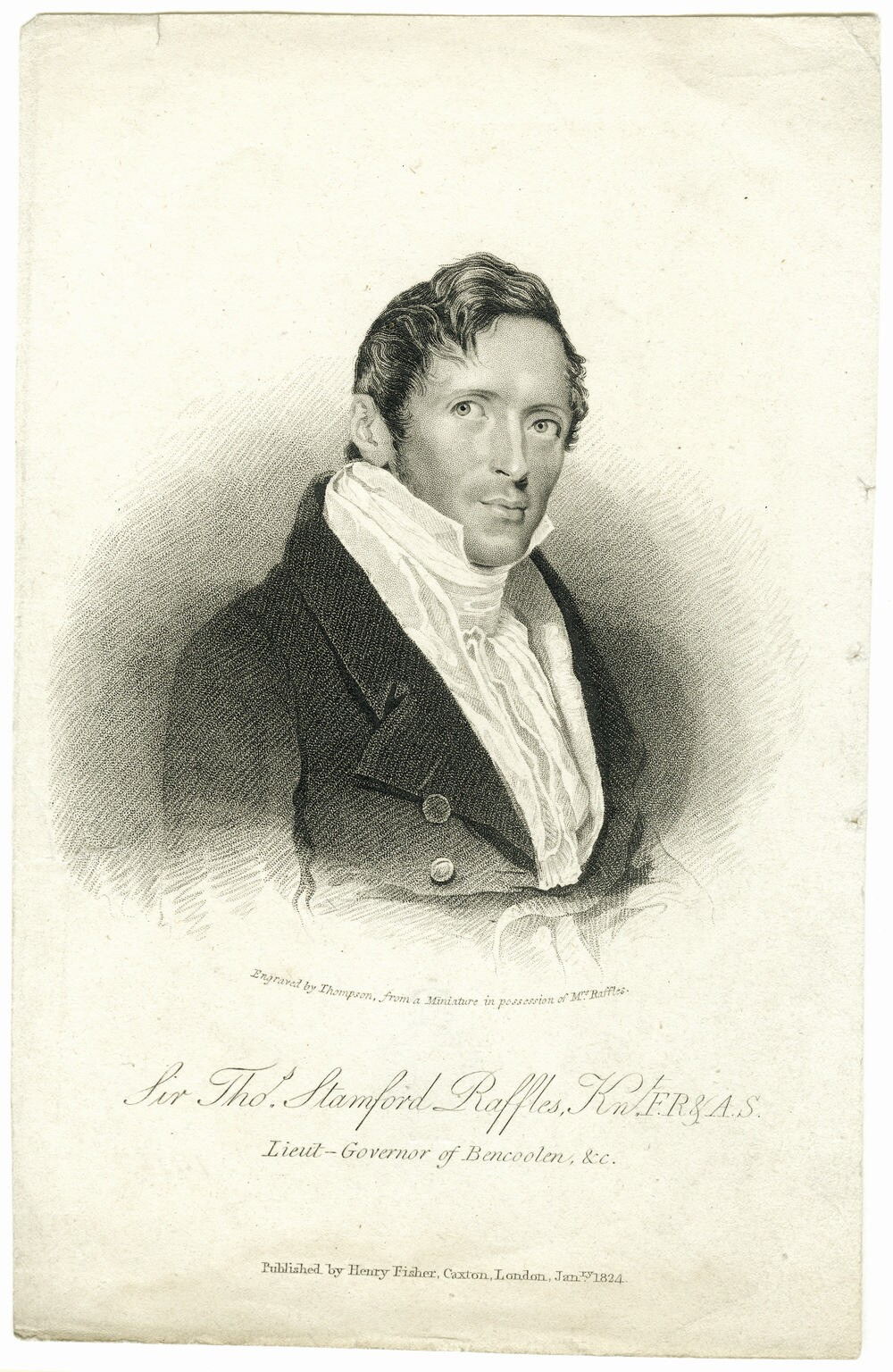
Sir Thomas Stamford Raffles.

In 1814 maakte Hendrik Doeff zijn derde hofreis. Tegen de tijd dat de schepen uit Batavia konden worden verwacht werd een Europees schip gesignaleerd. Hendrik Doeff hoopte dat het Jan Cock Blomhoff meebracht, die hij het jaar ervoor naar Batavia had gestuurd. Dat bleek niet het geval, maar de heer Cassa was opnieuw gekomen. Cassa bracht het bericht dat Napoleon was verslagen, Nederland weer door een Prins van Oranje werd bestuurd, en dat hij daarom namens het Engelse bestuur in Indië sommeerde Dejima aan hem, het nieuwe opperhoofd, over te dragen. Doeff vertrouwde de zaak niet en vroeg waarom Blomhoff niet was meegekomen om hem daarover in te lichten en of Cassa schriftelijke bewijzen voor zijn beweringen kon overleggen. Cassa kon behalve een brief van de Engelse gouverneur-generaal Raffles geen bewijzen tonen, maar zei dat Blomhoff ernstig ziek was geworden. Voor Doeff was de situatie nu net als vorig jaar. Hij wilde met de delegatie wel handel drijven onder de voorwaarden van vorig jaar, maar Dejima droeg hij niet over. Cassa verzette zich er tegen maar bond in toen Doeff liet merken dat hij zonder pardon het geheim, dat het hier niet om een Hollands schip ging, aan het Japanse bestuur zou laten weten. Cassa ging nadat de handel gedaan was opnieuw onverrichter zake met het schip terug naar Batavia. Hendrik Doeff stuurde met de kapitein nog een brief aan gouverneur-generaal Raffles mee, waarin hij hem duidelijk maakte dat als ze (de Engelsen) nog een poging zouden ondernemen om handelsbetrekkingen met Japan aan te knopen hij open kaart zou spelen met de Japanners, en hij hen dan niet voor de woede van de Japanners zou kunnen beschermen.

## Aflossing
Tegen de verwachting verscheen in 1815 geen vloot uit Batavia, waardoor Doeff aan het positieve bericht van de val van Napoleon begon te twijfelen. En ook in 1816 kwamen de Hollandse schepen niet. Zeven jaar lang waren ze nu grotendeels van betrouwbare berichtgeving uit het vaderland verstoken geweest. De Japanners zorgden er wel voor dat men op het schiereiland geen gebrek had, maar de hoop op een goede afloop werd steeds kleiner. In 1817 kwam van de uitkijk dan toch het bericht dat er twee Europese schepen in aantocht waren. Het was Hendrik Doeff op dat moment om het even van welke nationaliteit ze zouden zijn; ze zouden eindelijk weer eens nieuws uit het vaderland te horen kunnen krijgen. Groot was hun vreugde toen ze merkten dat het Hollandse schepen waren en dat Jan Cock Blomhoff als het nieuwe opperhoofd aan boord was. Van Blomhoff hoorde Doeff waarom deze in 1814 niet was teruggekomen. Gouverneur-generaal Raffles had met hem niet overlegd maar hem als gevangene naar Engeland gestuurd.
Doeff werd onderscheiden als Ridder in de Orde van de Nederlandse Leeuw, als blijk van waardering voor zijn gedrag in de netelige jaren 1813 en 1814. Hendrik Doeff gaf op Dejima een groots feest dat tot laat in de nacht duurde en waarvoor hij ook de Japanse wijkmeesters en tolken had uitgenodigd.

## Thuisreis
Op 6 december 1817 droeg Hendrik Doeff het gezag over aan Jan Cock Blomhoff en vertrok naar Indië. Hij had in Batavia een goede betrekking kunnen krijgen, maar omdat hij lang uit zijn vaderland was weggeweest, koos hij er voor naar Nederland te gaan.
Op 16 februari 1819 vertrok hij met zijn vrouw naar Nederland. De vloot van drie schepen sloeg al snel uit elkaar en het oorlogsschip waarop hij meevoer, de Admiraal Evertsen, raakte 400 mijl voor Mauritius lek. Op 30 maart steeg het water zo snel dat iedereen, ook de passagiers, aan het pompen werd gezet. Stukken geschut en kogels werden overboord gegooid, maar het hielp niet. Op 8 april zagen ze het eilandje Diego Garcia voor zich opdoemen en tot hun geluk ook een klein schip onder Amerikaanse vlag, de Pickering. Bevelhebber Arnold Buyskes van de Admiraal Evertsen besloot het schip op te geven en de bemanning en passagiers werden op de Pickering overgebracht. Hendrik Doeff zag met de schipbreuk vrijwel al zijn documenten, verzameld over negentien jaar in Japan, verloren gaan. Een paar dagen later gingen de 320 schipbreukelingen aan wal op het eilandje. De Pickering zette nu met enkele Hollanders koers naar Mauritius. Hendrik Doeff was een van de gelukkigen voor wie plaats was op het scheepje, maar gedurende de reis naar Mauritius overleed zijn zwangere vrouw.
Op Mauritius stapte Doeff over op een Engels schip en kwam in oktober 1819 in Nederland aan.

## Nederland
Hendrik Doeff trad in Nederland op als adviseur voor de regering betreffende de handel met Japan en was betrokken bij de oprichting van de Nederlandsche Handelmaatschappij.
Hij was achtereenvolgens gehuwd met mej. Steenboom, mej. Taunay en Henriëtte Jacobs. Met de laatste kreeg hij een zoon en twee dochters.